# Condado de Clearwater (Idaho)
El condado de Clearwater (en inglés: Clearwater County), fundado en 1911, es uno de los 44 condados del estado estadounidense de Idaho. En el año 2000 tenía una población de 8930 habitantes con una densidad poblacional de 1.5 personas por km². La sede del condado es Orofino.

## Geografía
Según la Oficina del Censo, el condado tiene un área total de 6444 km² (2488,0 mi²), de la cual 6375 km² (2461,4 mi²) es tierra y 69 km² (26,6 mi²) (1.07%) es agua.

### Condados adyacentes
- Condado de Shoshone - norte
- Condado de Latah - oeste
- Condado de Nez Perce - oeste
- Condado de Lewis - suroeste
- Condado de Idaho - sur
- Condado de Missoula - este
- Condado de Mineral - este

### Carreteras
- - US-12
- - SH-7
- - SH-8
- - SH-11

## Demografía
En el 2000 la renta per cápita promedia del condado era de $$32 071, y el ingreso promedio para una familia era de $37 259. En 2000 los hombres tenían un ingreso per cápita de $31 426 versus $21 694 para las mujeres. El ingreso per cápita para el condado era de $15 463. Alrededor del 13.50% de la población estaba bajo el umbral de pobreza nacional.

## Ciudades y pueblos
- Elk River
- Orofino
- Pierce
- Weippe